# 2 de febrer
El 2 de febrer és el trenta-tresè dia de l'any del calendari gregorià. Queden 332 dies per finalitzar l'any i 333 en els anys de traspàs.

## Esdeveniments
Països Catalans
- 1428, Camprodon: Terratrèmol d'intensitat 6.5 en l'escala de Richter que deixà més de 1000 morts entre Camprodon, Puigcerdà, Barcelona i Queralbs.
- 1778, Alacant: S'autoritza al port d'Alacant a comerciar lliurement amb les colònies americanes, segons un Reial decret de Carles III, ampliat amb un altre posterior del 12 d'octubre.[1]
- 1878, Vic: Fundació de la publicació La Veu del Montserrat, de contingut religiós i catalanista d'orientació moderada.[2]
- 1916, Barcelona: Obre la Llibreria Quera al carrer de Petritxol; la més antiga de la ciutat, es manté en la situació originària.[3]
- 1974, Barcelona: Lluís Llach torna a actuar al Palau de la Música Catalana després de 4 anys d'exili.
- 2004, Barcelona: Josep-Lluís Carod-Rovira dimiteix de conseller sense cartera al govern de la Generalitat de Catalunya.

Resta del món
- 1848, Guadalupe Hidalgo, Mèxic: tractat que posa fi a la guerra entre els Estats Units i Mèxic. Comporta la cessió als primers de Texas, Nou Mèxic i l'Alta Califòrnia.[4]
- 1869, Madrid: un decret-llei crea els arxius generals de protocols a Espanya.
- 1921, Clonfin, Comtat de Longford, Irlanda: Un escamot de l'Exèrcit Republicà Irlandès (IRA) perpetra l'Emboscada de Clonfin, quatre membres de la Divisió Auxiliar de la Royal Irish Constabulary foren morts i 8 ferits.[5][6]
- 1922, París: l'editorial Shakespeare & Company publica la primera edició d'Ulisses, novel·la de James Joyce.
- 2007, Roma: Es presenta en societat el Trofeu Giuseppe Garibaldi, que anualment s'entrega al guanyador del partit entre les seleccions de França i Itàlia al Torneig de les Sis Nacions.

## Naixements
Països Catalans
- 1208 - Montpeller: Jaume el Conqueridor, rei d'Aragó, de Mallorca i de València, comte de Barcelona i d'Urgell i senyor de Montpeller.[7]
- 1647 - Vinaròs: Vicent Guilló Barceló, pintor del barroc valencià (m. 1698).[1]
- 1862 - Manacor: Antoni Maria Alcover, lingüista i eclesiàstic mallorquí (m. 1932).
- 1866 - València: Enric Simonet i Lombardo, pintor valencià.
- 1871 - Sant Feliu de Llobregat: Enriqueta Martí, la «vampira del Raval», segrestadora i suposada assassina en sèrie catalana (m.1913).[8]
- 1884 - Cassà de la Selva: Lluïsa Botet i Mundi, pintora i gravadora catalana (m. 1951).[9]
- 1913 - Sueca, País Valencià: Virtudes Cuevas, supervivent del camp d'extermini nazi de Ravensbrück (m. 2010).
- 1917: 
  - Saix, Alt Vinalopó: Alberto Sols García, bioquímic valencià especialista la biologia molecular (m. 1989).
  - Cornellana, nucli del municipi de la Vansa i Fórnols, Alt Urgell: Càndida Majoral i Majoral, trementinaire (m. 2018).[10]
- 1922 - Barcelona: Rosita Segovia, ballarina catalana de dansa clàssica i espanyola, coreògrafa, professora de dansa espanyola (m. 2003).[11]
- 1923 - Barcelona: Albert Ràfols-Casamada, poeta i pintor català (m. 2009).
- 1932 - Sant Fruitós de Bages, Bages: Lluís Espinal i Camps, màrtir jesuïta, periodista i cinèfil català.
- 1957 - Barcelona: Pilar Vélez Vicente, historiadora de l'art, gestora cultural, directora del Museu del Disseny de Barcelona.[12]
- 1958 - Barcelona: Lluïsa Julià Capdevila, escriptora, professora i estudiosa de la literatura catalana.[13]
- 1959 - Torroella de Montgrí: Dolors Bassa i Coll, mestra i psicopedagoga; política catalana, exconsellera de la Generalitat de Catalunya.
- 1968 - l'Arboç: Teresa Vallverdú i Albornà, filòloga i política catalana.
- 1977 - Andorra la Vella: Marc Bernaus Cano, futbolista internacional per la selecció andorrana.
- 1980 - Sabadell: Oleguer Presas, jugador de futbol retirat.
- 1983 - Portocolom, Felanitx: Glòria Julià Estelrich, poeta, escriptora i música mallorquina.
- 1987 - Barcelona: Gerard Piqué, jugador de futbol del Futbol Club Barcelona.

Resta del món
- 1426 - Olite, Navarra: Elionor I de Navarra, princesa d'Aragó i infanta de Navarra, princesa de Girona (m. 1479).[14]
- 1494 - Vigevano: Bona Sforza d'Aragó o de Milà, reina de Polònia i gran duquesa de Lituània (m. 1557).[15]
- 1576 - Remiremont, Ducat de Lorena: Alix Le Clerc, religiosa francesa fundadora de les Canongesses de Sant Agustí de la Congregació de la Mare de Déu.[16]
- 1650 - Londres: Nell Gwyn, actriu anglesa amb prodigiós talent còmic (m. 1687).[17]
- 1678 - Nuremberg: Dorothea Maria Graff, pintora naturalista alemanya (m. 1743).[18]
- 1714 - Rosenthal (Saxònia)ː Gottfried August Homilius, compositor i organista. Deixeble de Bach (m. 1785).
- 1754 - París (França): Charles Maurice de Talleyrand-Périgord, diplomàtic francès (m. 1838).[19]
- 1784 - Madrid: Isabella Colbran, compositora d'òpera i mezzosoprano espanyola. Casada amb Rossini (m. 1845).[20]
- 1817 - Alcalá la Real (Andalusia): Josep Maria Ventura i Casas (Pep Ventura), compositor de sardanes.
- 1875 - Viena, Àustria: Fritz Kreisler, violinista i compositor austríac (m. 1962).
- 1880 - Atenes: Evfrossini Paspati, tennista grega que va competir a començaments del segle xx (m. 1935).[21]
- 1882 - Dublín, Irlanda: James Joyce, escriptor irlandès.[22]
- 1884 - Saint-Gengoux-le-National, França: Adèle Clément, violoncel·lista francesa (m. 1958).[23]
- 1887 - Tudela, Navarra: María Francés, actriu espanyola (m. 1987).[24]
- 1894 - Istanbul: Safiye Ali, primera metgessa turca (m. 1952).[25]
- 1897 - Kolno, Polònia: Gertrude Blanch, matemàtica estatunidenca pionera en computació i anàlisi numèrica (m. 1996).[26]
- 1912 - Londres: Millvina Dean, última supervivent en vida del naufragi del Titanic (m. 2009).[27]
- 1918 - Batavia, Índies Orientals –actual Jakarta, Indonèsia–ː Hella S. Haasse, escriptora neerlandesa (m. 2011).[28]
- 1919 - Burgdorf, Berna: Lisa della Casa, soprano suïssa (m. 2012).[29]
- 1926 - Coblença, Alemanya: Valéry Giscard d'Estaing, president de la República Francesa (m. 2020).[30]
- 1927 - Filadèlfia, Pennsilvània (EUA): Stan Getz, saxofonista estatunidenc de jazz (m. 1991).[31]
- 1929 - Ostrava, Txecoslovàquia: Věra Chytilová, directora de cinema avantguardista txeca, pionera del cinema al seu país (m. 2014.[32]
- 1931 - Newark (Nova Jersey): Judith Viorst, escriptora, periodista i investigadora nord-americana.[33]
- 1939 - 
  - Enterprise, Oregon (EUA): Dale T. Mortensen, economista nord-americà, Premi Nobel d'Economia de 2010 (m. 2014).[34]
  - Indianàpolis, Indiana: Mary-Dell Chilton, una de les fundadores de la biotecnologia vegetal.[35]
- 1940 - Jutiapa (Guatemala): Aura Elena Farfán, activista pels drets humans guatemalenca.
- 1947 - Corpus Christi, Texas: Farrah Fawcett, actriu estatunidenca (m. 2009).[36]
- 1950 - 
  - Bremen: Barbara Sukowa, actriu de teatre i cinema alemanya.[37]
  - Totana (Múrcia), Espanya: Bárbara Rey, actriu i vedet espanyola.[38]
- 1963 - Oxon Hill, Washington DC (EUA): Eva Cassidy, cantant de jazz i soul.[39]
- 1966 - Madrid, Espanya: Emma Ozores Ruiz és una actriu espanyola.
- 1977 - Barranquilla, Colòmbia: Shakira, cantautora colombiana en castellà i anglès.[40]
- 1980 - Piacenza: Nina Zilli, pseudònim de Maria Chiara Fraschetta, cantautora italiana.
- 1985 - Nova Jersey, EUA: Melody Gardot, compositora i cantant de jazz estatunidenca.
- 1991 - Tyseley, Birmingham: Nathan Delfouneso, futbolista anglès
- 1994 - Struga, Macedònia del Nord: Isnik Alimi Futbolista macedoni.
- 1995
  - Districte de Faisalabad: Arfa Karim, estudiant i nena prodigi pakistanesa.
  - Portland: Remilia, jugadora d'esports electrònics estatunidenca (m. 2019).

## Necrològiques
Països Catalans
- 1747 - Barcelona: Francesc Valls i Galan, un dels màxims exponents de la música barroca a Catalunya.
- 1754 - Madrid (Espanya): Jaume Bort i Melià, arquitecte valencià.
- 1936 - Palma: Matilde Escalas i Xamení, compositora, intèrpret i pedagoga mallorquina (n. 1870).[41]
- 1941 - Alcoi (l'Alcoià): Vicent Pascual Pastor, arquitecte valencià.
- 1956 - París: Joan Puig i Ferreter, escriptor i polític català (n. 1882).[42]
- 1966 - Almenar, Lleidaː Clemència Berdiell, mestra i directora de l’Escola Pública d’Almenar des de 1927 fins l’any 1959 (n.1889).[43]

Resta del món
- 1200 - Lieja (principat de Lieja): Albert II de Cuijk, príncep-bisbe.
- 1590 - Prato: Caterina de Ricci, religiosa dominica i autora mística italiana, venerada com a santa per l'Església catòlica (n. 1522).[44]
- 1592 - Pastrana, Guadalajara: Ana de Mendoza, princesa d’Eboli, noble espanyola (n. 1540).[45]
- 1884 - Estats Units: Wendell Phillips, abolicionista i defensor dels drets civils estatunidenc.
- 1897 - Sevilla (Espanya): Lluïsa Ferranda d'Espanya, princesa d'Orleans i duquessa de Montpensier fou Infanta d'Espanya.
- 1907 - Sant Petersburg, Rússia: Dmitri Mendeléiev, químic rus, inventor fe la taula periòdica (n. 1834).
- 1930 - Estocolm: Hildegard Thorell, pintora sueca (n. 1850).[46]
- 1957 - San Francisco, Estats Units: Julia Morgan, arquitecta, primera dona titulada en arquitectura al món (n. 1872).[47]
- 1969 - Midhurst, Sussex (Anglaterra), William Henry Pratt conegut amb el nom artístic de Boris Karloff, fou un actor britànic famós pels seus papers en pel·lícules de terror.
- 1970 - Penrhyndeudraeth (el País de Gal·les): Bertrand Russell, matemàtic i filòsof anglès, premi Nobel de Literatura de 1950.[48]
- 1979 - Nova York: Sid Vicious, cantant i baixista del grup Sex Pistols.
- 1980 - Nova York (EUA): William Howard Stein, químic i bioquímic estatunidenc, Premi Nobel de Química de l'any 1972 (n. 1911).[49]
- 1981 - París: Gabrielle Colonna-Romano, actriu francesa (n. 1883).[50]
- 1995 - Salisbury, Hampshire, Anglaterra: Tikvah Alper, física i radiobiòloga sud-africana, descobrí els mecanismes de transmissió de l'encefalopatia espongiforme (n. 1909).[51]
- 1999 - Nova York, Estats Units: Marie Van Brittan Brown, infermera i inventora estatunidenca (n. 1922).[52]
- 2000 - Pequín (Xina): Li Zhun, escriptor xinès, Premi Mao Dun de Literatura de l'any 1985. (n. 1928).[53]
- 2008 - Nova York (EUA): Joshua Lederberg, microbiòleg estatunidenc, Premi Nobel de Medicina o Fisiologia de l'any 1958 (n. 1925).[54]
- 2013 - L'Havana (Cuba)ː Augusto Martínez Sánchez, advocat, militar revolucionari i polític cubà.[55]
- 2014 - Nova York: Philip Seymour Hoffman, actor i director de cinema i teatre, guanyador de l'Óscar.
- 2022 - Roma (Itàlia): Monica Vitti, actriu italiana (n. 1931).[56]

## Festes i commemoracions
- Fira a Molins de Rei (El Baix Llobregat), celebrada ininterrompudament des de mitjan segle xix.
- La Candelera, festa major de l'Ametlla de Mar (el Baix Ebre).
- Dansa del Tortell a Esponellà, a la comarca del Pla de l'Estany.
- Patrona de la ciutat de Valls, seguit de festes en els anys acabats en 1 (1991, 2001, 2011...).
- Entrada dels Moros i Cristians de Bocairent (La Vall d'Albaida), en honor de sant Blai.
- Dia internacional de les zones humides
- Onomàstica: Presentació de Jesús al Temple, antigament Purificació de Maria, i popularment la Candelera; Corneli el Centurió; Adalbert I d'Ostrevent; santa Caterina de Ricci, Llorenç de Canterbury; beat Esteve Bellesini; venerable François Libermann, fundador de la Congregació del Sant Cor de Maria; beat Simone Fidati de Cascia, prevere agustí; beata Maria Katharina Kasper, fundadora de les Serventes pobres de Jesucrist.
- Dia de la marmota, a la localitat de Punxsutawney, Pennsilvània.